# Holgerspexet

Holgerspexet är en spexförening vid Linköpings universitet, traditionellt främst vid Medicinska fakulteten vid Linköpings universitet, och har sedan starten 1998 årligen haft föreställningar.
Holgerspexet, uppkallat efter en av Hälsouniversitetets tidigare dekaner, Nils-Holger Areskog, drivs helt ideellt av studenter vid Hälsouniversitetet och vid andra utbildningar vid Linköpings universitet. Spexet bestod 2013 av cirka 100 personer från de olika vårdutbildningarna; blivande läkare, sjuksköterskor, arbetsterapeuter, sjukgymnaster, medicinska biologer samt från de tekniska och filosofiska fakulteterna.
Holgerspexet presenterar normalt sin premiärföreställning i slutet av oktober eller början av november och har sedan under två veckors tid sex till sju föreställningar på Forumteatern i Kårhuset Kollektivet. Sedan 2012 har man haft mer än 2000 betalande besökare per uppsättning.
År 2012 tog Holgerspexet tillsammans med Linköpings studentspex hem titeln "Sveriges bästa spex" vid Spex-SM i Örebro. Man fick även pris för bästa manus och bästa scenografi.

## Ordinarie uppsättningar
| År        | Titel                                                                                               | Nyckelkoncept                   |
| --------- | --------------------------------------------------------------------------------------------------- | ------------------------------- |
| 1998      | Slaganfallet vid Stångebro                                                                          | Slaget vid Stångebro            |
| 1999      | O-du-é-sen                                                                                          | Odyssén                         |
| 2000      | Ansgar                                                                                              | Ansgar                          |
| 2001      | Al Capone                                                                                           | Al Capone                       |
| 2002      | Den förbannade mumien                                                                               | Egyptiska mumier                |
| 2003      | Wyatt Earp                                                                                          | Revolverstriden vid O.K. Corral |
| 2004      | Colakrisen                                                                                          | Kubakrisen                      |
| 2005      | Ramoji och Jamila eller A Bollywood Lovestory                                                       | Romeo och Julia                 |
| 2006      | Lucifer eller En skaplig historia                                                                   | Den kristna skapelseberättelsen |
| 2007      | Arthur eller (s)världens undergång                                                                  | Kung Artur                      |
| 2008      | Gustav III eller mord och inga visor                                                                | Mordet på Gustav III            |
| 2009      | Mot kanten av atlanten eller en kontinental drift                                                   | Christofer Columbus             |
| 2010      | Oidipus - En komplex historia eller Jaget, detet, överjaget och min mamma                           | Oidipus                         |
| 2011      | Mozart & Beethoven eller Notknäckarna                                                               | Mozart och Beethoven            |
| 2012      | Basker-Villes Hund eller Nu är det strul igen                                                       | Sherlock Holmes                 |
| 2013      | Drottning Kristina och Jakten på drömprisen eller Hur många grodor ska jag behöva pussa egentligen? | Drottning Kristina              |
| 2014      | Gangstern på Stjärnornas Krog eller Fullmatad intrig och mättad handling                            | Star Wars                       |
| 2015      | Brynhilde och Draken eller Ett asabra spex                                                          | Asatro                          |
| 2016      | Tsar du revolution? eller Hela hovet stormar                                                        | Ryska revolutionen              |
| 2017      | Vlad Helsing checkar in eller Bett och etikett                                                      | Vampyrer                        |
| 2018      | Engelbrexit eller Kalmarunionen i farozonen                                                         | Engelbrektsupproret             |
| 2019      | Mesopotamien på växtfronten intet nytt                                                              | Den neolitiska revolutionen     |
| 2020/2021 | Stockholmsutskällningen 1866 eller Stubinfluenser och Strindbergsprängare                           | Stockholmsutställningen 1866    |
| 2022      | Balsamering för s(j)älen eller Farao färde                                                          | Titanic                         |
| 2023      | Kanel och chocker eller Vilken lysande idé!                                                         | Strömkriget                     |

## Specialuppsättningar

### 2012 – Världsomställningen i Paris - eller Elfeltornet[2]
Tillsammans med Linköpings andra spexförening skapades 2012 "Linköpings förenade studentspex oekonomisk förening" som deltog i Spex-SM med entimmes-spexet Världsomställningen i Paris. För detta belönades man med utmärkelserna "Bästa manus", "Bästa scenografi" samt "Sveriges bästa spex".

### 2014 – Hans och Gretluvan
I samband med välkomstperioden för nya studenter vid Linköpings universitet i augusti 2014 satte Holgerspexet upp en 20-minutersföreställning kallad Hans och Gretluvan, som spelades både under aktiviteter för nya studenter och i samband med en stand-up-comedy-festival kallad Linköpings Stads(för)fest. Som titeln antyder grundade sig manus på en mix av sagorna Hans och Greta samt Rödluvan. I Holgerspexets variant var det den rödklädda Gretluvan som, i förhoppningen om att få ett stort arv, klädde ut sin sovande mormor till en varg, och sedan försökte lura sin bror Hans att skjuta vargen, som hon påstod ätit upp mormor. 

### 2017 - Revolutionärerna - eller En tramsatlantisk historia[3]
2017 var det på nytt dags för Spex-SM, till vilket Linköpings förenade studentspex oekonomisk förening återuppstod, och en entimmesföreställning vid namn Revolutionärerna sattes upp. Handlingen kretsade kring Axel von Fersen och Marie-Antoinette, och deras inblandning i såväl Amerikanska revolutionen som Franska revolutionen. Under Spex-SM i Örebro tog man på nytt hem utmärkelserna "Bästa manus" och "Bästa scenografi".